# Нагльфар

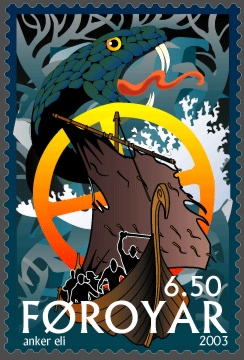
Нагльфар кладе початок Рагнароку. На задньому плані лютує Мідгардська Змія. Марка Postverk Føroya, 2003, Анкер Елі Петерсен.

Нагльфар (Naglfar із давньоскандинавської мови означає «корабель мертвих», «корабель з нігтів») — корабель мертвих у скандинавській міфології, зроблений з нігтів мерців. Його описують як найбільший корабель усіх часів. «Корабель мертвих» належав велетню на ім'я Муспель.
Нагльфар асоціюється насамперед з кінцем світу або з битвою Ра́гнарьок, також Ра́гнарок. Під час Рагнарок Нагльфар було спущено на воду потопом, який створив змій Йормунганд (також Мідгардський змій). Під час подій Рагнароку Нагльфар, за пророцтвом, попливе до Вігріда, переправляючи орди чудовиськ, які битимуться з богами. Залежно від джерела, їх веде в бій або велетень Гримр, або вигнанець Асе Локі.
Сам човен дослідники пов'язують з більш поширеною практикою ритуального видалення волосся та нігтів серед індоєвропейців, що походить від праіндоєвропейського звичаю. Він також може бути зображений на рунічному камені Таллсторп в Швеції.
Нагльфар виготовлений з нігтів рук та ніг мерців. Сноррі Стурлусон згадує у «Видіннях Гюльві» звичай обрізати нігті мертвим, щоб затримати завершення будування корабля і, таким чином, опосередковано саму битву Рагнарок. Брати Грімм підхопили цю ідею у своїй німецькій міфології, але інтерпретували її по-іншому, а саме як час настання кінця світу:
«Потрібно дуже багато часу, щоб зібрати такий корабель з тонких нігтів мерців. Все ще існує звичай вирізати нігті мертвим перед похованням або кремацією.»
Цим і сформульоване твердження, що до кінця світу ще дуже далеко і настане він не скоро, так як цей звичай ускладнює зібрання кораблю та відстроковує апокаліпсис.
Етимологія
Згідно з Сноррі Стурлусоном ім'я Нагльфар, ймовірно, походить ще з народної етимології від давньоскандинавського «nagli», що означає «ніготь» і «far», що означає «транспортний засіб», «корабель» та інтерпретується як «корабель з нігтів». Однак більш імовірно, що воно походить від значення «корабель мертвих», причому перша частина складу походить і від готського «naus» (мертвий) і від давньогрецького «nékus» (труп).
Однак Зішмунд Фейст (1909) відкидає цю теорію з етимологічних міркувань, як і Альберт Морлі Стертевант (1951), посилаючись на серйозні труднощі. Їхні міркування змусили Брюса Ланкольна (1977) зауважити, що "немає жодних підстав стверджувати, що «nagl-» (ніготь) не має свого звичайного значення і що Нагльфар — це щось інше, ніж корабель з нігтів, як його описує Сноррі. Крім того, Лінкольн вважає, що корабель є частиною ширшої релігійної практики утилізації та жертвоприношення волосся і нігтів серед індоєвропейців.
Згадки про корабель у іншій літературі
Нагльфар згадується як у "Старшій Едді (або «Поетична Едда»), так і в «Молодшій Едді» (або «Прозаїчна Едда»). У «Старшій Едді» Нагльфар згадується лише у двох строфах поеми. У поемі покійна вельва пророкує, що з підняттям води прибуде корабель з Грімом і Локі, а разом з ними і ціла орда інших чудовиськ.
У «Молодшій Едді» Нагльфар згадується чотири рази. У 43 розділі «Видіння Гюльві» сказано, що "найбільший корабель — Нагльфар і він належить Муспель.
У 51 розліді Високий передбачає події Рагнароку. Щодо Нагльфару, він каже, що після того, як зірки пропадуть з неба, земля здригнеться так сильно, що гори розваляться, дерева поваляться і вовк Фенрір вирветься на волю, оскільки всі його ланцюги порвуться. Згодом, розлючений змій Мідгард попливе до берега. Від цього океан вийде з берегів. Нагльфар також відбуде з причалу. Високий описує корабель як такий, що складається з нігтів померлих. Чоловік застерігає людей від поховання померлих з необрізаними нігтями та стверджує, що «корабель зроблений з нігтів померлих людей і варто подбати про те, щоб ніхто не був похований з необрізаними нігтями, оскільки така людина вносить багато матеріалу для кораблю. Боги і люди хочуть, щоб Нагльфар будувався довго.» Високий додає, що корабель очолюватиме Грім і що Нагльфар пливтиме бурхливими водами потопу.
Рунічний камінь Таллсторп
Якщо зображення на рунічному камені Таллсторп були правильно ідентифіковані як зображення, що походять з Рагнароку, то Нагльфар зображений під вовком Фенріром. Зазначено, що зображення корабля має пташиний дзьоб не лише на носі корабля, як у кораблів вікінгів, а й ззаду. Тому, ймовірно, це символічний корабель. У написі згадується два імені. Перше означає «вовк», а друге «мотузка», якою був зв'язаний вовк Фенрір. Ці два імена могли надихнути на тему, зображену на рунічному камені.
Інтерпретації та теорії
У своїх дослідженнях про поводження з волоссям та нігтями серед індоєвропейців, Брюс Лінкольн порівнює коментарі Сноррі в «Прозаїчній Едді» про утилізацію нігтів з авестійським текстом. Лінкольн коментує, що «специфічний образ Нагльфар, Корабля з нігтів, бузсумнівно характерний для германського світу та датується ще давниною. Але основна ідея, на якій він ґрунтується, а саме, що неналежна утилізація волосся та нігтів загрожує благополуччю космосу, походить з індоєвропейського періоду.»
Культурний вплив
Корабель з'являється у відеогрі «Відьмак 3:Дикий гін» та у спінофф «Гвинт» як транспортний засіб, який використовує злісне Дике Полювання для подорожей між світами.
Корабель також з'явяється у відеогрі «World of Warcraft» у доповненні Legion. У підземеллі Паща душ, гравці пройшли останню половину підземелля на кораблі Нагльфар.
У грі «EVE Online» Нагльфар — це головний корабель.
Нагльфар — назва шведського блек-метал гурту.
Нагльфар є центральною темою роману «Корабель мертвих» Ріка Ріордана, де головні герої вирушають на квест, щоб запобігти його створенню.
Джон Майерс Майерс назвав Нагльфаром затонулий корабель у перших абзацах книги "Срібний вихор", відірвавши цим свого героя від сучасного світу, щоб той пройшов пригодницький шлях у царстві міфів та легенд.